# Amathillopsis pacifica
Amathillopsis pacifica is een vlokreeftensoort uit de familie van de Amathillopsidae. De wetenschappelijke naam van de soort is voor het eerst geldig gepubliceerd in 1955 door Gurjanova.